# Сваруп, Давиде
Да́виде Свару́п (Davide Swarup) — профессиональный музыкант и путешественник, играющий на перкуссионном музыкальном инструменте ханге.

## Биография
Давиде Сваруп родился в Италии в городке Комо, провинция Ломбардия, 23 сентября 1974 года. С детства начал увлекаться музыкой; в 15 лет получил в подарок от родителей свой первый музыкальный инструмент — бас-гитару. В возрасте 18 лет из близких друзей собрал группу под названием Nefastum. Это была кавер-группа, исполнявшая свои версии произведений британской рок-группы Iron Maiden. Но финансовые проблемы вскоре вынудили молодого музыканта отложить занятия искусством. Он работал в барах, кафе, заведениях быстрого питания, на стройках, был чернорабочим.
В 2000 году Давиде отправился в Индию, где познакомился с различными видами ударных музыкальных инструментов. Он временно вернулся к работе и отвлёкся от музыки. В 2002 году вновь отправился в Индию и привёз с собой «удивительный музыкальный инструмент» — индийский сантур. По возвращении на родину Давиде твёрдо решил стать настоящим музыкантом. В поисках признания в ноябре 2004 года из своего провинциального городка он переезжает в Амстердам.
И именно здесь в 2005 году Давиде знакомится с хангом. После этого его жизнь резко меняется. Музыкант понимает, что это именно то, что он искал. Давиде и его друг Раймонд играют на улицах и постепенно становятся довольно известны. Играя на площадях и пляжах, музыканты начинают собирать вокруг себя толпы слушающих. У них начинают появляться неплохие деньги, которые они решают потратить на путешествия. В 2006 году Давиде отправляется в Москву, затем в Стамбул. Выступает на различных этнофестивалях и фестивалях бродячих музыкантов, на частных вечеринках, в барах и клубах, на улицах.
В том же году Давиде сотрудничает в студии с Ави Адиром (Avi Adir) и Деви Пехлер (Dewi Pechler). С сентября 2006 по март 2007 записывается его первый диск «Music for hang». Давиде утверждает, что альбом записан вживую в течение одного вечера.
Сейчас Давиде Сваруп путешествует по миру в поисках молодых музыкантов и выступает на различных фестивалях, в том числе принял участие в качестве мастера на фестивале «Барабаны Мира 2009» на Федоровских лугах. Давиде является одним из пионеров игры на ханге, его музыка используется также для расслабления при занятиях йогой и танцами.

## Дискография[5]
1. Music for Hang (Музыка для ханга), выпущен 18 марта 2007.
2. Moves EP (Движения), выпущен 3 ноября 2011.
3. Live in Arambol 2011 (Концерт в Арамболе), выпущен 22 февраля 2012.
4. Live in Oslo 2010 (Концерт в Осло), выпущен 1 мая 2012.
Импровизации Давида и «Космических русалок» (англ. Cosmic Mermaids), записанные без микрофонов благодаря естественной акустике мавзолея Музея Эмануэля Вигеланда, где и проходил концерт.
5. Piano Hang — Bootleg (Пианино и ханг — неофициальная запись), выпущен 25 января 2013.
Бутлег первого джема Давида и Manu в Амстердаме.
6. Dreamland — Live in the Jungle (Страна грез — концерт в джунглях), выпущен 16 апреля 2013.
Живая импровизация с участием ханга, кеманча, гитары и вокала.
7. Live In Arambol (Концерт в Арамболе), выпущен 21 мая 2013
Совместное выступление Давиде и Ави Адира (англ. Avi Adir)
8. Live in Moscow — "Love for Improvisation" (Концерт в Москве — «Любовь к импровизации»), выпущен 15 января 2014
Совместное выступление Сварупа и Ави Адира (англ. Avi Adir)
9. Arambolla — Studio live EP (Арамболла — живая студийная запись), выпущен 8 июля 2014.
10. The Fruit of life (Плод жизни), выпущен 17 июля 2016.
Первая совместная запись Давиде и Эриха Лены (англ. Erich Lehna), осуществленная во время медитативного концерта, в ходе которого присутствующие вслушивались в тишину между музыкой и «словами» мастера, проводившего медитацию.
11. Contact (Контакт), выпущен 25 января 2017.
Запись живого выступления (Арамболь, Гоа, Индия), исполненного Давидом и Эрихом Лена (англ. Erich Lehna) в ходе джема контактной импровизации.
12. Depths of the Unknown (Глубины неизведанного), выпущен 23 апреля 2017.
Альбом представляет собой запись живого выступления (Гоа, Индия, 6 марта 2016) проекта Arambolla, собранного Давидом.
Состав музыкантов:
Эрих Лена (англ. Erich Lehna): гитара FX, 
Давиде Сваруп: ханг, 
Константин Kayatma Филоненко: электроника, 
Жюльен Иден (англ. Julien Eden): скрипка.
Также музыка Давида входит в саундтрек к документальному фильму-призеру европейских и американских кинофестивалей «Интратеррестр» (2017). Фильм выпущен международной негосударственной гуманитарной миссией «Посольство Дельфинов», в которой Давид участвует, наряду с другими выдающимися современниками, в качестве «поверенного в делах».